# Мартін Нечас
Мартін Нечас (чеськ. Martin Nečas, нар. 15 січня 1999, Нове Место-на-Мораві) — чеський хокеїст, нападник клубу НХЛ «Колорадо Аваланч». Гравець збірної команди Чехії. Чемпіон світу.

## Ігрова кар'єра
Вихованець команд «Ждяр-над-Сазавою» та «Комета» (Брно).
Хокейну кар'єру розпочав у сезоні 2016–17 років виступами за «Комету» (Брно).
2017 року був обраний на драфті НХЛ під 12-м загальним номером командою «Кароліна Гаррікейнс». 15 липня підписав трирічний контракт початкового рівня з «Кароліною». 17 жовтня 2017 року відбувся дебют Мартіна у складі за «Гаррікейнс» в переможному матчі 5–3 проти «Едмонтон Ойлерз». Надалі він повернувся до Чехії, де відіграв залишок сезону за «Комету». За підсумками сезону він допоміг клубу виграти чемпіонат Чехії.
Сезон 2018–19 Мартін розпочав у складі команди «Гаррікейнс». 16 жовтня 2018 року він забив свій перший гол у НХЛ в програному матчі 4–2 клубу «Тампа-Бей Лайтнінг». Після семи матчів чеха відправили до фарм-клубу «Шарлотт Чекерс».
9 серпня 2022 року Нечас знову підписав дворічний контракт до кінця сезону 2023–24.
У сезоні 2024–25 до 26 листопада він лідирував у лізі за кількістю набраних очок, набравши 35 очок у 21 грі, і його вважали потенційним переможцем Трофею Арта Росса, незважаючи на те, що його результативність у грудні та січні сповільнилася.
24 січня 2025 року Нечаса обміняли за тристороннім контрактом за участю «Кароліни Гаррікейнс» ,«Чикаго Блекгокс» та «Колорадо Аваланч». Наразі ж Мартін грає за клуб НХЛ «Колорадо Аваланч».
Був гравцем молодіжної збірної Чехії, у складі якої брав участь у 31 іграх. Гравець національної збірної команди Чехії. У складі збірної став чемпіоном світу 2024 року.

## Досягнення
- Чемпіон світу в складі збірної Чехії — 2024
- Чемпіон Чехії в складі клубу «Комета» (Брно) — 2017, 2018
- Володар Кубка Колдера в складі клубу «Шарлотт Чекерс» — 2019

## Статистика

### Клубні виступи
| 2013–14      | «Ждяр-над-Сазавою»       | ЧЕ U16       | 36  | 29  | 29  | 58  | 14  | —  | —  | —  | —  | —  |
| 2014–15      | «Ждяр-над-Сазавою»       | ЧЕ U16       | 25  | 24  | 47  | 71  | 10  | —  | —  | —  | —  | —  |
| 2014–15      | «Комета»                 | ЧЕ U16       | 9   | 8   | 12  | 20  | 4   | 4  | 4  | 5  | 9  | 2  |
| 2014–15      | «Комета»                 | ЧЕ U18       | 4   | 1   | 2   | 3   | 4   | —  | —  | —  | —  | —  |
| 2015–16      | «Комета»                 | ЧЕ U18       | 18  | 9   | 21  | 30  | 14  | 10 | 4  | 11 | 15 | 6  |
| 2016–17      | «Комета»                 | ЧЕ U20       | 1   | 1   | 2   | 3   | 4   | —  | —  | —  | —  | —  |
| 2016–17      | «Комета»                 | ЧЕ           | 41  | 7   | 8   | 15  | 6   | 10 | 4  | 0  | 4  | 8  |
| 2016–17      | «Горацка Славія» Тршебич | Чехія 2      | —   | —   | —   | —   | —   | 1  | 0  | 0  | 0  | 0  |
| 2017–18      | «Кароліна Гаррікейнс»    | НХЛ          | 1   | 0   | 0   | 0   | 0   | —  | —  | —  | —  | —  |
| 2017–18      | «Комета»                 | ЧЕ           | 24  | 9   | 8   | 17  | 6   | 14 | 4  | 5  | 9  | 6  |
| 2018–19      | «Кароліна Гаррікейнс»    | НХЛ          | 7   | 1   | 1   | 2   | 2   | —  | —  | —  | —  | —  |
| 2018–19      | «Шарлотт Чекерс»         | АХЛ          | 64  | 16  | 36  | 52  | 36  | 18 | 5  | 8  | 13 | 6  |
| 2019–20      | «Кароліна Гаррікейнс»    | НХЛ          | 64  | 16  | 20  | 36  | 20  | 8  | 1  | 3  | 4  | 0  |
| 2020–21      | «Кароліна Гаррікейнс»    | НХЛ          | 53  | 14  | 27  | 41  | 10  | 11 | 2  | 3  | 5  | 0  |
| 2021–22      | «Кароліна Гаррікейнс»    | НХЛ          | 78  | 14  | 26  | 40  | 32  | 14 | 0  | 5  | 5  | 0  |
| 2022–23      | «Кароліна Гаррікейнс»    | НХЛ          | 82  | 28  | 43  | 71  | 32  | 15 | 4  | 3  | 7  | 2  |
| 2023–24      | «Кароліна Гаррікейнс»    | НХЛ          | 77  | 24  | 29  | 53  | 42  | 11 | 4  | 5  | 9  | 0  |
| 2024–25      | «Кароліна Гаррікейнс»    | НХЛ          | 49  | 16  | 39  | 55  | 10  | —  | —  | —  | —  | —  |
| 2024–25      | «Колорадо Аваланч»       | НХЛ          | 30  | 11  | 17  | 28  | 6   | 7  | 1  | 4  | 5  | 0  |
| Усього в ЧЕ  | Усього в ЧЕ              | Усього в ЧЕ  | 65  | 16  | 16  | 32  | 12  | 24 | 8  | 5  | 13 | 14 |
| Усього в НХЛ | Усього в НХЛ             | Усього в НХЛ | 441 | 124 | 202 | 326 | 154 | 66 | 12 | 23 | 35 | 2  |

### Збірна
| Рік                | Команда            | Турнір             | Місце              |    | І  | Г  | П  | О  | ШХ |
| ------------------ | ------------------ | ------------------ | ------------------ | -- | -- | -- | -- | -- | -- |
| 2015               | Чехія              | U17                | 7-е                | 5  | 4  | 1  | 5  | 4  |    |
| 2016               | Чехія              | МІГ18              | 1                  | 4  | 2  | 4  | 6  | 2  |    |
| 2017               | Чехія              | МЧС                | 6-е                | 5  | 1  | 2  | 3  | 2  |    |
| 2017               | Чехія              | ЮЧС                | 7-е                | 5  | 0  | 3  | 3  | 4  |    |
| 2018               | Чехія              | МЧС                | 4-е                | 7  | 3  | 8  | 11 | 0  |    |
| 2018               | Чехія              | ЧС                 | 7-е                | 7  | 3  | 2  | 5  | 0  |    |
| 2019               | Чехія              | МЧС                | 7-е                | 5  | 1  | 3  | 4  | 18 |    |
| 2024               | Чехія              | ЧС                 | 1                  | 5  | 1  | 6  | 7  | 2  |    |
| Молодіжна збірна   | Молодіжна збірна   | Молодіжна збірна   | Молодіжна збірна   | 31 | 11 | 21 | 32 | 30 |    |
| Національна збірна | Національна збірна | Національна збірна | Національна збірна | 12 | 4  | 8  | 12 | 2  |    |